# Rotterdam Open 1983
Il Rotterdam Open 1983, conosciuto anche come ABN AMRO World Tennis Tournament 1983 per motivi di sponsorizzazione, è stato un torneo di tennis giocato sul sintetico indoor. È stata la 10ª edizione del Rotterdam Open facente parte del Volvo Grand Prix 1983. Si è giocato all'Ahoy Rotterdam indoor sporting arena di Rotterdam in Olanda Meridionale, dal 14 al 20 marzo 1983.

## Campioni

### Singolare
Gene Mayer ha battuto in finale  Guillermo Vilas con il punteggio di 6–1, 7–6

### Doppio
Fritz Buehning /  Tom Gullikson hanno battuto in finale  Peter Fleming /  Pavel Složil con il punteggio di 7–6, 4–6, 7–6